# Jabučje (gmina Lajkovac)
Jabučje (cyr. Јабучје) – wieś w Serbii, w okręgu kolubarskim, w gminie Lajkovac. W 2011 roku liczyła 3070 mieszkańców.